# Web 3.0
Web 3.0 és un terme que s'utilitza per descriure l'evolució de l'ús i la interacció a la xarxa a través de diferents camins. Això inclou, la transformació de la xarxa en una base de dades, un moviment cap a fer els continguts accessibles per múltiples aplicacions non-browser, l'empenta de les tecnologies d'intel·ligència artificial, la web semàntica, la web Geoespacial, o la web 3D. Freqüentment és utilitzat pel mercat per promocionar les millores respecte a la Web 2.0. El terme Web 3.0 va aparèixer per primera vegada el 2006 en un article de Jeffrey Zeldman, crític de la Web 2.0 i associat a tecnologies com AJAX. Actualment hi ha un debat considerable al voltant del que significa Web 3.0, i quina seria la definició més adequada.

## Innovacions
Les tecnologies de la Web 3.0, com programes intel·ligents, que utilitzen dades semàntiques, s'han implementat i usat a petita escala en companyies per aconseguir una manipulació de dades més eficient. En els últims anys, però, hi ha hagut un major enfocament dirigit a traslladar aquestes tecnologies d'intel·ligència semàntica al públic general.

### Bases de dades
El primer pas cap a la "Web 3.0" és el naixement de la "Data Web", ja que els formats en què es publica la informació a Internet són dispars, com XML, RDF i microformats, el recent creixement de la tecnologia SPARQL, permet un llenguatge estandarditzat i API per a la recerca a través de bases de dades a la xarxa. La "Data Web" permet un nou nivell d'integració de dades i aplicació inter-operable, fent les dades tan accessibles i enllaçables com les pàgines web. La "Data Web" és el primer pas cap a la completa "Web Semàntica". En la fase "Data Web", l'objectiu és principalment fer que les dades estructurats siguin accessibles utilitzant RDF. L'escenari de la "Web Semàntica" ampliarà la seva abast en tant que les dades estructurats i fins i tot, el que tradicionalment s'ha denominat contingut semi-estructurat.

### Intel·ligència artificial
Web 3.0 també ha estat utilitzada per descriure el camí evolutiu de la xarxa que condueix a la intel·ligència artificial. Alguns escèptics ho veuen com una visió inabastable. No obstant això, companyies com IBM i Google estan implementant noves tecnologies que recullen informació sorprenent, com el fet de fer prediccions de cançons que seran un èxit, prenent com a base informació de les webs de música de la Universitat. Existeix també un debat sobre si la força conductora darrere el Web 3.0 seran els sistemes intel·ligents, o si la intel·ligència vindrà d'una forma més orgànica, és a dir, de sistemes d'intel·ligència humana, a través de serveis col·laboratius com del.icio.us, Flickr i Digg, que extreuen el sentit i l'ordre de la xarxa existent i com la gent interacciona amb ella.

### Web semàntica i SOA
Amb relació a la direcció de la intel·ligència artificial, la Web 3.0 podria ser la realització i extensió del concepte de la "Web semàntica". Les investigacions acadèmiques estan dirigides a desenvolupar programes que puguin  raonar, basats en descripcions lògiques i agents intel·ligents. Aquestes aplicacions, poden dur a terme raonaments lògics utilitzant regles que expressen relacions lògiques entre conceptes i dades a la xarxa. Sramanas Mitra difereix amb la idea que la "Web Semàntica" serà l'essència de la nova generació d'Internet i proposa una fórmula per encapsular Web 3.0